# The Book of Secrets
The Book Of Secrets es un álbum de la cantante e instrumentalista canadiense Loreena McKennitt, publicado a nivel mundial el 30 de septiembre de 1997.
El lanzamiento alcanzó el puesto #17 en la lista musical Billboard 200. Su sencillo The Mummers' Dance, remezclado por el a finales de 1997 y principios de 1998, llegando al puesto #18 en el Billboard Hot 100. El álbum fue certificado como doble platino en los Estados Unidos.
Hasta ahora ha vendido más de cuatro millones de copias en todo el mundo.

## Lista de temas
Todos los temas fueron escritos por McKennitt a excepción de los que han sido descritos con la autoría de otros personajes.
- 1.- Prologue - 4:22
- 2.- The Mummers' Dance - 6:07
- 3.- Skellig - 6:07
- 4.- Marco Polo - 5:15
- 5.- The Highwayman - 10:19 (Letra: Alfred Noyes/Música: L. McKennitt)
- 6.- La Serenissima - 5:09
- 7.- Night Ride Across The Caucasus - 8:30
- 8.- Dante's Prayer - 7:11

## Observaciones
- El remix producido por el conjunto musical DNA fue usado para el videoclip oficial de The Mummers' Dance.
- Skellig relata las últimas palabras dichas en vida de un monje de un monasterio existente durante el siglo VI° al 12°, monasterio ubicado en la isla Skellig Michael (Great Skellig), 11,6 km al oeste de Irlanda.
- The Highwayman es una adaptación de un poema del mismo nombre escrito por Alfred Noyes.
- Dante's Prayer hace referencia hacia La Divina Comedia de Dante Alighieri. La canción fue nuevamente producida en 2001 en una inédita versión en español la cual fue publicada por primera vez en el Box set The Journey Begins. La nueva producción fue lanzada como sencillo a comienzos de 2009.